# San Jose Sharks
San Jose Sharks este o echipă profesionistă americană de hochei pe gheață cu sediul în San Jose, California, face parte din Divizia Pacific a Conferinței de Vest din NHL și este deținută de San Jose Sports & Entertainment Enterprises. Prezentă în NHL din sezonul 1991-92, Sharks a jucat inițial meciurile de pe teren propriu la Cow Palace, înainte de a se muta în 1993 în actualul sediu, numit acum SAP Center at San Jose at San Jose; SAP Center este cunoscut pe plan local sub numele de „Shark Tank”.[6] Sharks este afiliată cu San Jose Barracuda din American Hockey League (AHL) și la Wichita Thunder din ECHL.[7]
Sharks a fost fondată în 1991, fiind prima franciză NHL cu sediul în San Francisco Bay Area de la California Golden Seals, care s-a mutat în Cleveland în 1976. Sharks a ajuns o singură dată în finala Cupei Stanley, pierzând în fața celor de la Pittsburgh Penguins în 2016. Au câștigat o singură dată Trofeul Președintelui, ca echipa cu cel mai bun palmares în sezonul regulat al ligii în sezonul 2008-09. De asemenea, au câștigat șase titluri divizionare, ca membră a Diviziei Pacific din 1993.